# Hathor
Hathor (nume scris în română și Hator; egipteana antică: ḥwt-ḥr „Casă a lui Horus”, greacă: Ἁθώρ Hathōr) a fost o zeiță principală în religia egipteană antică, care a jucat o mare varietate de roluri. Ca zeitate a cerului, ea a fost mama sau consoarta zeului cerului Horus și zeului soarelui Ra. Era una dintre mai multe zeițe care au acționat ca Ochiul lui Ra, omologul feminin al lui Ra, iar sub această formă avea un aspect răzbunător care îl proteja de dușmanii săi. Latura ei benefică a reprezentat muzica, dansul, bucuria, dragostea, sexualitatea și îngrijirea maternă, și a acționat ca consoarta mai multor zeități masculine și mama fiilor lor. Aceste două aspecte ale zeiței au exemplificat concepția egipteană despre feminitate. Hathor trecea granițele între lumi, ajutând sufletele decedate în trecerea în viața de apoi.
Hathor era adesea înfățișată ca o vacă, simbolizând aspectul ei matern și celest, deși cea mai obișnuită formă a ei era o femeie care purta niște de coarne de vacă și un disc solar între ele. Ea ar putea să fie, de asemenea, reprezentată ca o leoaică, o cobră sau ca un anume copac.
Zeițele bovine asemănătoare cu Hathor erau reprezentate în arta egipteană în mileniul al IV-lea î.Hr., dar poate nu a apărut până în Vechiul Regat (circa 2686-2181 î.Hr.). Cu hramul conducătorilor Vechiului Regat, ea a devenit una dintre cele mai importante zeități ale Egiptului Antic. Mai multe temple i-au fost dedicate decât oricărei alte zeițe; templul ei cel mai proeminent fiind Dendera în Egiptul de Sus. De asemenea, era venerată în templele consirților săi. În Egipt, era una dintre zeitățile invocate frecvent în rugăciunile private și în ofrandele votive, în special de femeile care voiau copii.
În timpul Regatului Nou (circa 1550-1070 î.Hr.), zeițe ca Mut și Isis s-au ocupat de poziția lui Hathor în ideologia regală, dar ea a rămas una dintre zeitățile cele mai venerate. După sfârșitul Noului Regat, Hathor a fost umbrită din ce în ce mai mult de Isis, dar a continuat să fie venerată până la declinul religiei antice egiptene în primele secole de d.Hr..

## Origini

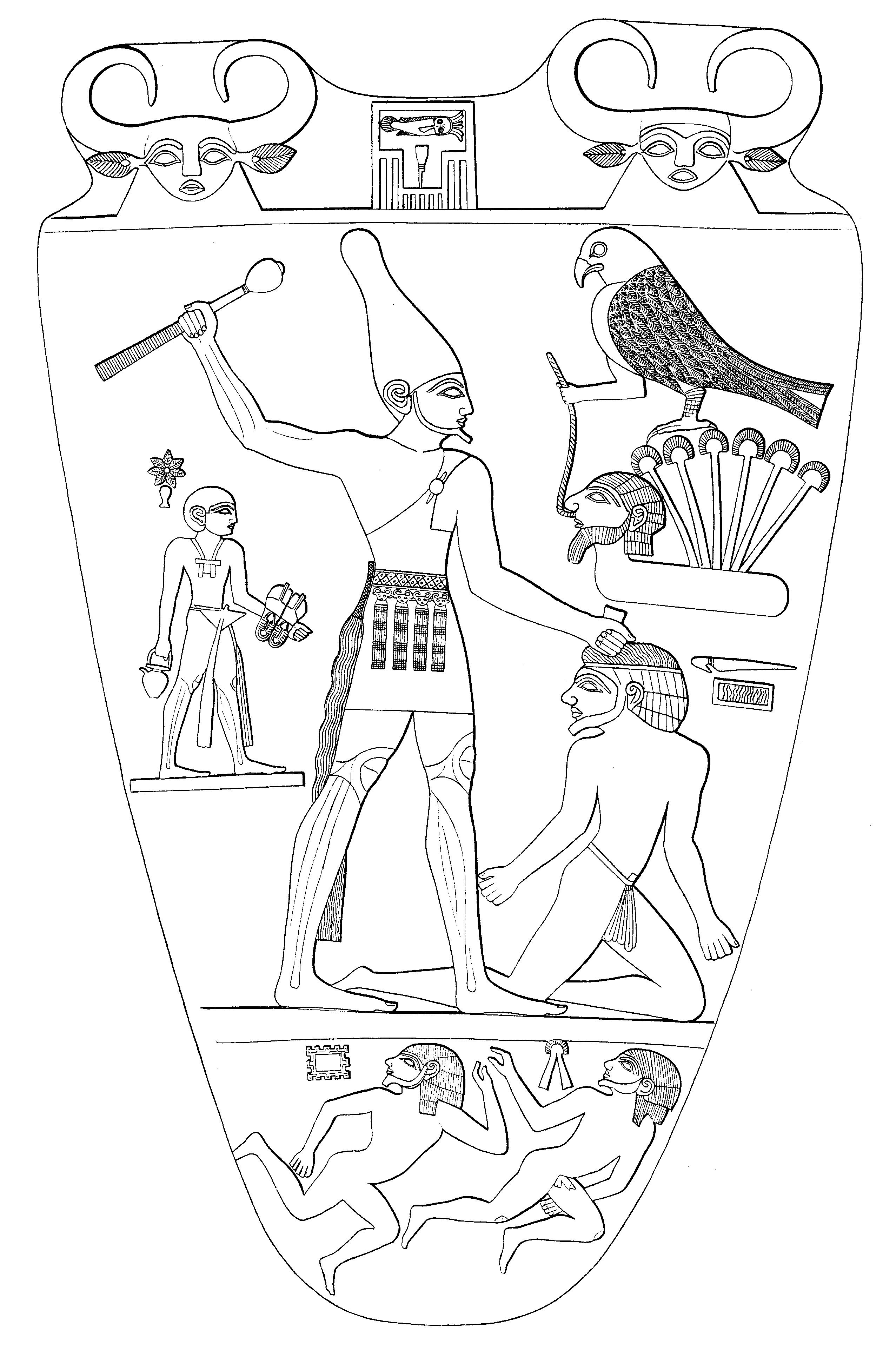
Ilustrație cu una dintre fețele Paletei lui Narmer, circa secolul XXXI î.Hr.. Fața unei femei cu coarne și urechi de vacă, reprezentându-o pe Hathor sau pe Bat, apare de două ori în partea de sus a paletei

Reprezentări ale unor bovine apar frecvent în operele de artă ale Egiptului Predinastic (înainte de circa 3100 î.e.n.), la fel ca reprezentările femeilor cu brațe în sus, curbate, care seamănă cu forma coarnelor bovine. Ambele tipuri de reprezentări ar putea să simbolizeze zeițe legate de vite. Vacile sunt venerate în multe culturi, inclusiv în Egiptul Antic, ca simboluri ale maternității și hrănirii, pentru că au grijă de viței și le dau oamenilor lapte. Paleta Gerzeh, o paletă de piatră din perioada preistorică Naqada II (circa 3500-3200 î.Hr.), arată silueta unui cap de vacă cu coarne curbate spre interior înconjurate de stele.  Paleta sugerează că această vacă a fost legată și de cer, așa cum au fost reprezentate mai multe zeițe din vremurile ulterioare, care au fost înfățișate sub forma asta: Hathor, Mehet-Weret și Nut.
În ciuda precedentelor ăstora, Hathor nu este menționată sau reprezentată în mod neechivoc decât în a IV-a Dinastie (circa 2613-2494 î.Hr.) din Vechiul Regat, chiar dacă mai multe artefacte care fac referire la ea pot să dateze din Perioada Dinastică Timpurie (circa 3100-2686 î.Hr.). Atunci când Hathor apare în mod clar, coarnele ei se curbează spre exterior, mai degrabă decât spre interior ca cele din arta predinastică.
O divinitate bovină cu coarne curbate spre interior apare pe Paleta lui Narmer, de la începutul istoriei egiptene, atât în partea de sus a paletei, cât și pe centura sau shendytul regelui Narmer. Egiptologul Henry George Fischer a sugerat că zeitatea asta ar putea să fie Bat, o zeiță care era reprezentată ulterior cu față de femeie și coarne care se încolăceau în interior, aparent reflectând curba coarnelor de vacă. Totuși, egiptoaga Lana Troy, identifică un pasaj din Textele piramidelor de la sfârșitul Vechiului Regat, care face legătura dintre Hathor și „shendytul” regelui, care amintește de zeița de pe hainele lui Narmer și sugerează că zeița de pe Paleta lui Narmer este mai degrabă Hathor decât Bat.
În a IV-a Dinastie, Hathor devenea repede proeminentă. L-a înlocuit un zeu de crocodil timpuriu, care era venerat la Dendera, în Egiptul de Sus, absorbind din ce în ce mai mult cultul lui Bat în regiunea vecină Hu, astfel încât în Regatul Mijlociu (circa 2055-1650 î.Hr.) două zeități s-au contopit într-una. Teologia din jurul faraonului în Vechiul Regat, spre deosebire de cea din vremurile anterioare, s-a concentrat puternic pe zeul soarelui Ra, ca rege al zeilor, tată și patron al regelui pământesc.  Hathor s-a înălțat cu Ra și a devenit soția sa mitologică, deci mama divină a faraonului.

## Roluri
Hathor a luat multe forme și a avut mare varietate de roluri. Egiptologul Robyn Gillam sugerează că aceste forme diverse au apărut atunci când zeița regală promovată de curtea Vechiului Regat a subsumat multe zeițe locale venerate de populația generală, care au fost apoi tratate ca manifestări ale ei. Textele egiptene vorbesc adesea despre manifestările zeiței ca „Șapte Hathori” sau, mai puțin frecvent, a multor mai mulți Hathori - până la 362. Din aceste motive, Gillam o numește „un tip de divinitate mai degrabă decât o singură entitate”. Diversitatea lui Hathor reflectă diversitatea trăsăturilor pe care egiptenii le-au asociat cu zeițele. Mai mult decât orice altă zeitate, ea exemplifică percepția egipteană asupra feminității.

## Iconografie

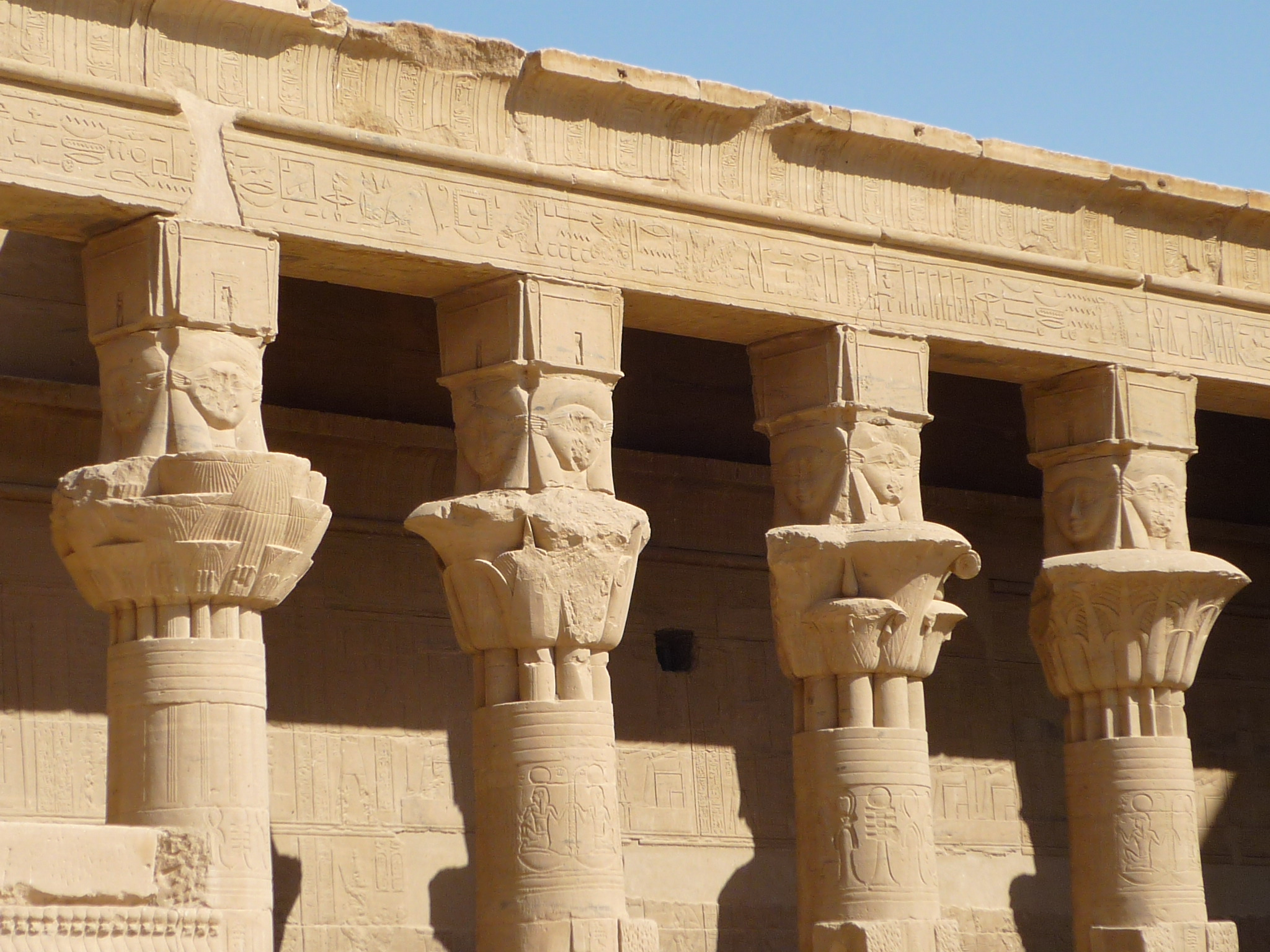
Coloane hatorice ale Templului lui Isis de pe Philae (Egipt)

Hathor a fost adesea înfățișată ca o vacă care purta un disc solar între coarnele ei, în special atunci când este arătată alăptând regele. De asemenea, ar putea să apară ca o femeie cu cap de vacă. Totuși, cea mai obișnuită formă a ei a fost o femeie care poartă o pereche de coarne și un disc solar între ele, de obicei cu o rochie roșie sau turcoaz, sau o rochie care îmbină ambele culori. Deoarece Isis a adoptat aceeași coafură în timpul Regatului Nou, cele două zeițe nu pot să fie diferențiate decât dacă sunt menționate în scris.
Unele animale, pe lângă vitele, pot să o reprezinte pe Hathor. Uraeusul e un motiv larg răspândit în arta egipteană antică și ar putea să reprezinte o varietate de zeițe care au fost identificate cu Ochiul lui Ra. Când Hathor era descrisă ca un uraeus, reprezenta aspectele feroce și protectoare ale caracterului ei. O altă înfățișare e cea de leoaică, iar această formă avea o semnificație asemănătoare. Când era reprezentată ca un arbore de sicomor, Hathor era de obicei arătată cu partea de sus a corpului formei sale umane ieșind din trunchi.
Hathor ar putea să țină în mână un sceptru was, un simbol al puterii care era de obicei limitat la zeitățile masculine. De asemenea, ea purta un colier menat sau un sistru. Colierul menat, alcătuit din mai multe șiruri de margele, era scuturat în ceremoniile în onoarea lui Hathor, asemănător cu sistrul. Oglinzile erau un alt simbol al ei, deoarece în Egipt erau adesea confecționate din aur sau bronz și, prin urmare, simbolizau discul solar și pentru că erau legate cu frumusețea și feminitatea. Unele mânere de oglinzi au fost făcute în forma feței lui Hathor.
Hathor era uneori reprezentată ca o față umană cu urechi de bovine, văzută din față mai degrabă decât din profil care era tipică artei egiptene. Această față asemănătoare cu o mască a fost folosită pentru capitelurile coloanelor începând din Regatul Vechi târziu. Coloanele în stilul ăsta apar în multe temple dedicate lui Hathor și altor zeițe. Aceste coloane au două sau patru fețe, care pot să reprezinte dualitatea între diferite aspecte ale zeiței, sau vigilența lui Hathor a celor patru fețe. Designurile coloanelor hatorice au o relație complexă cu cele ale sistrelor.

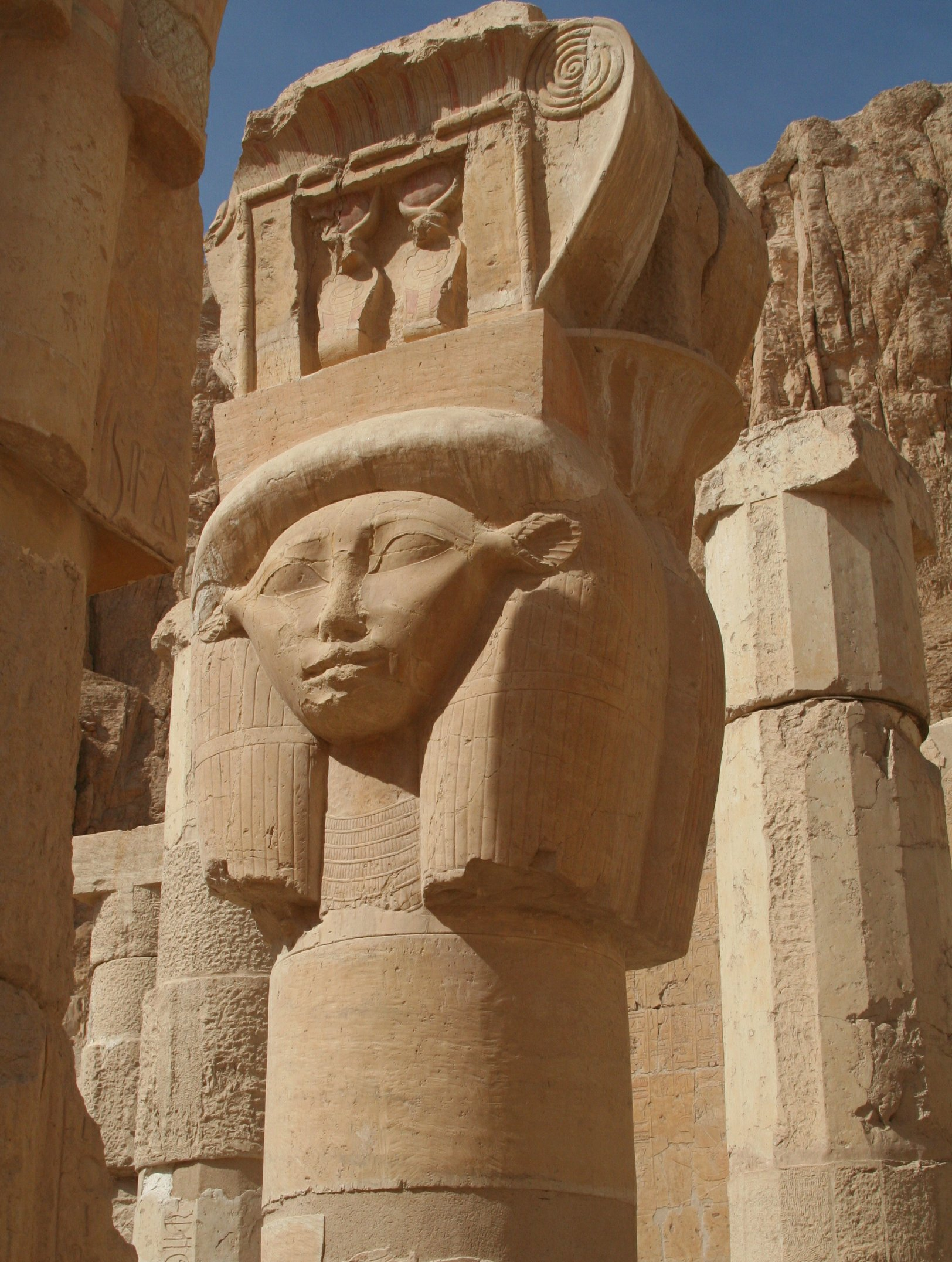
Capitel hatoric de la Templul Mortuar al lui Hatșepsut (Egipt)
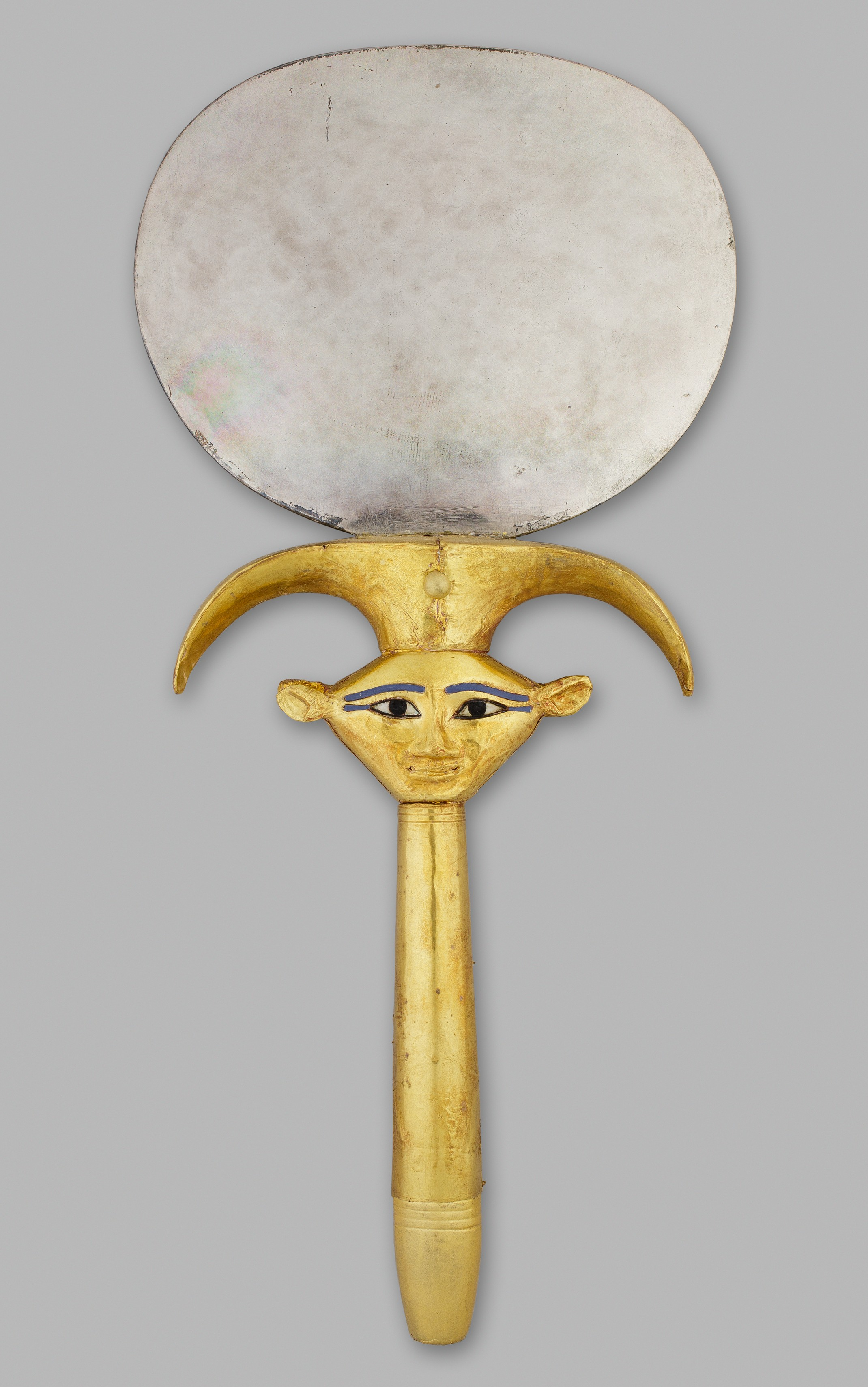
Oglindă cu mânerul cu fața lui Hathor; 1479-1425 î.Hr.; discul: argint, mânerul: lemn (modern) învelit în aur, incrustații restaurate; înălțime: 33,4 cm, lățimea discului: 15,5 cm, adâncime: 2 cm; Muzeul Metropolitan de Artă (New York City)
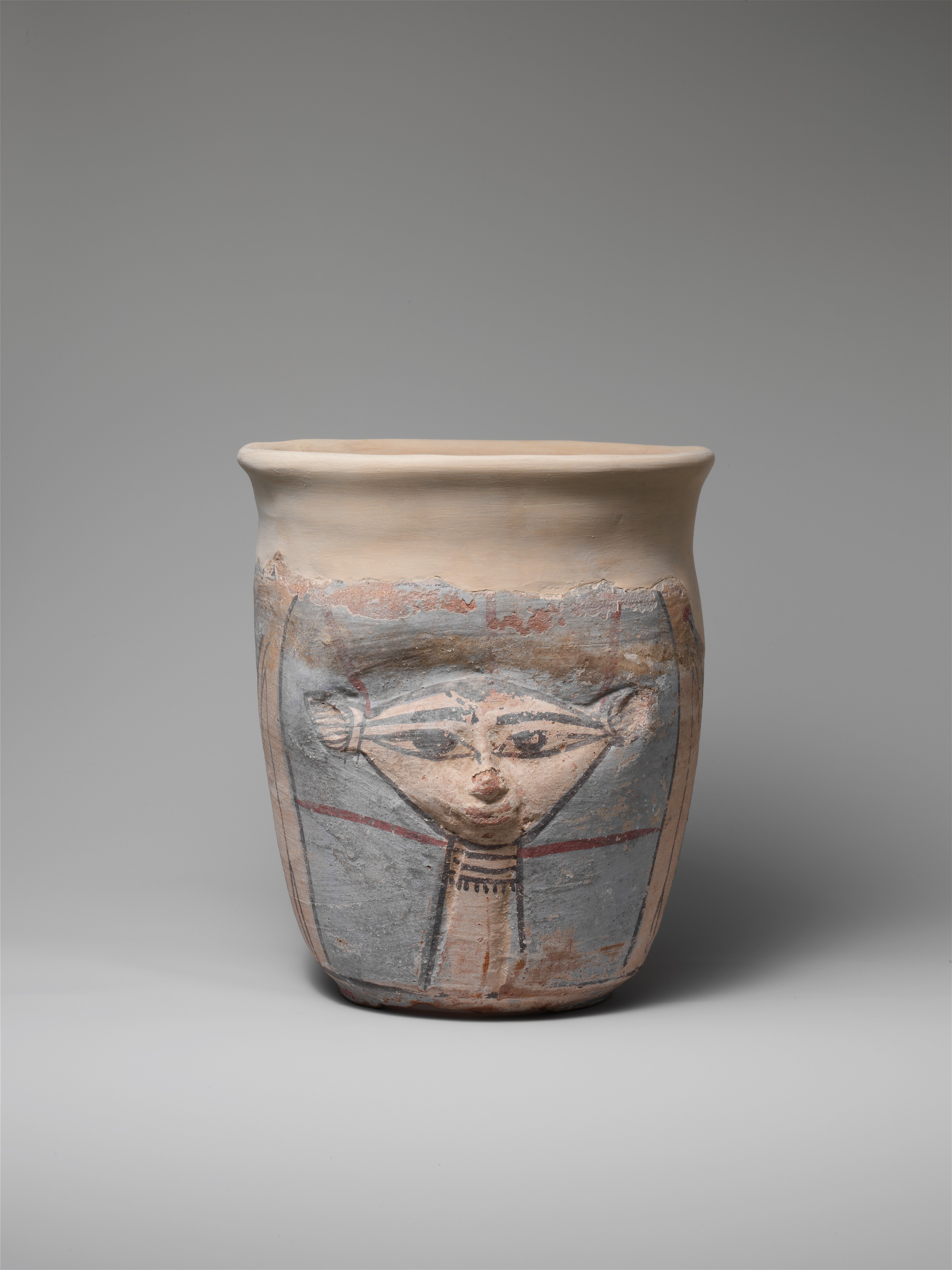
Vas în forma capului lui Hathor; 1390–1353 î.Hr.; ceramică pictată; înălțime: 24,5 cm; Muzeul Metropolitan de Artă
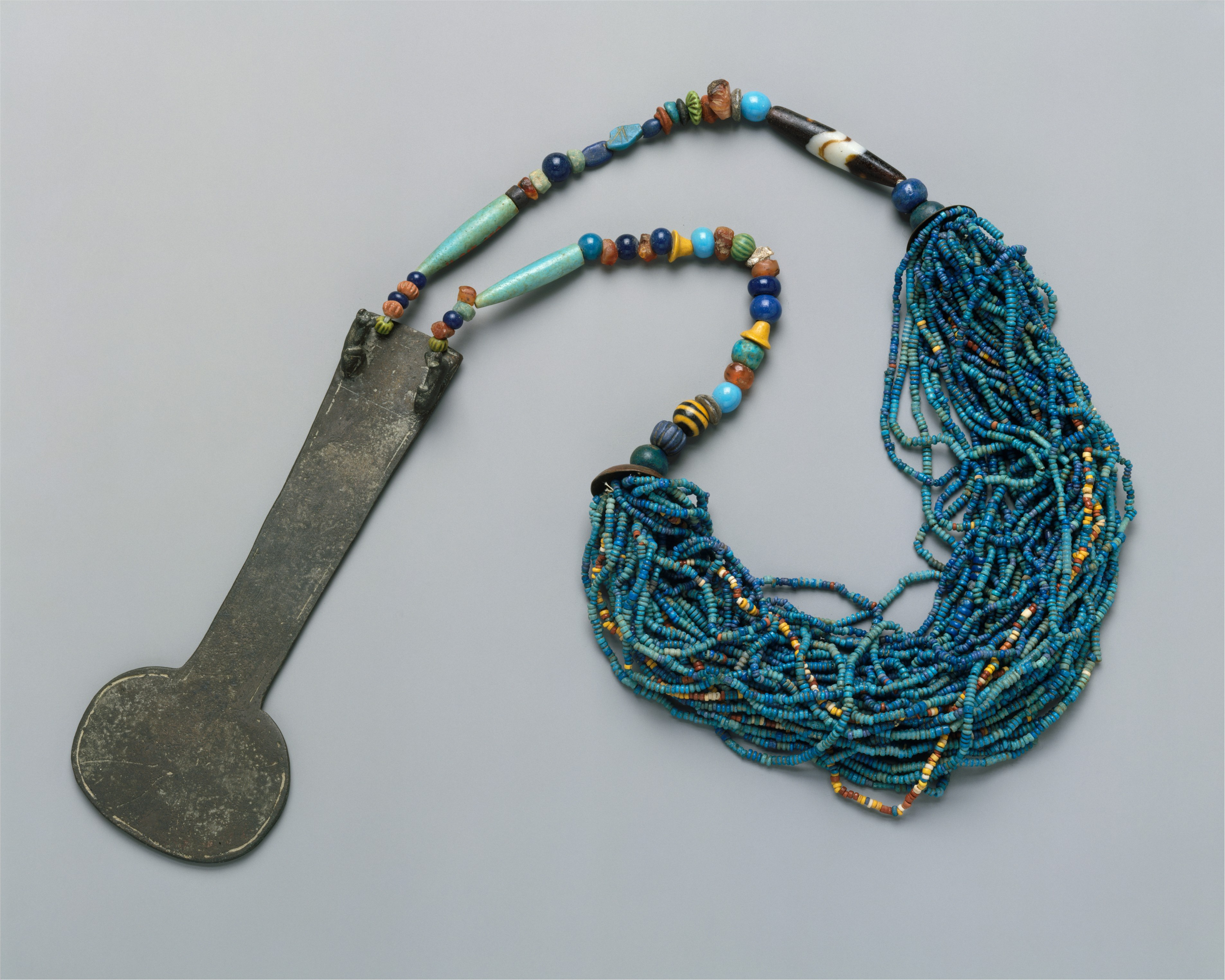
Colier menat; 1390-1353 î.Hr.; faianță, bronz sau aliaj de cupru, sticlă, agat, carneol, lapis lazuli și turcoaz; din Malkata (Egipt); Muzeul Metropolitan de Artă
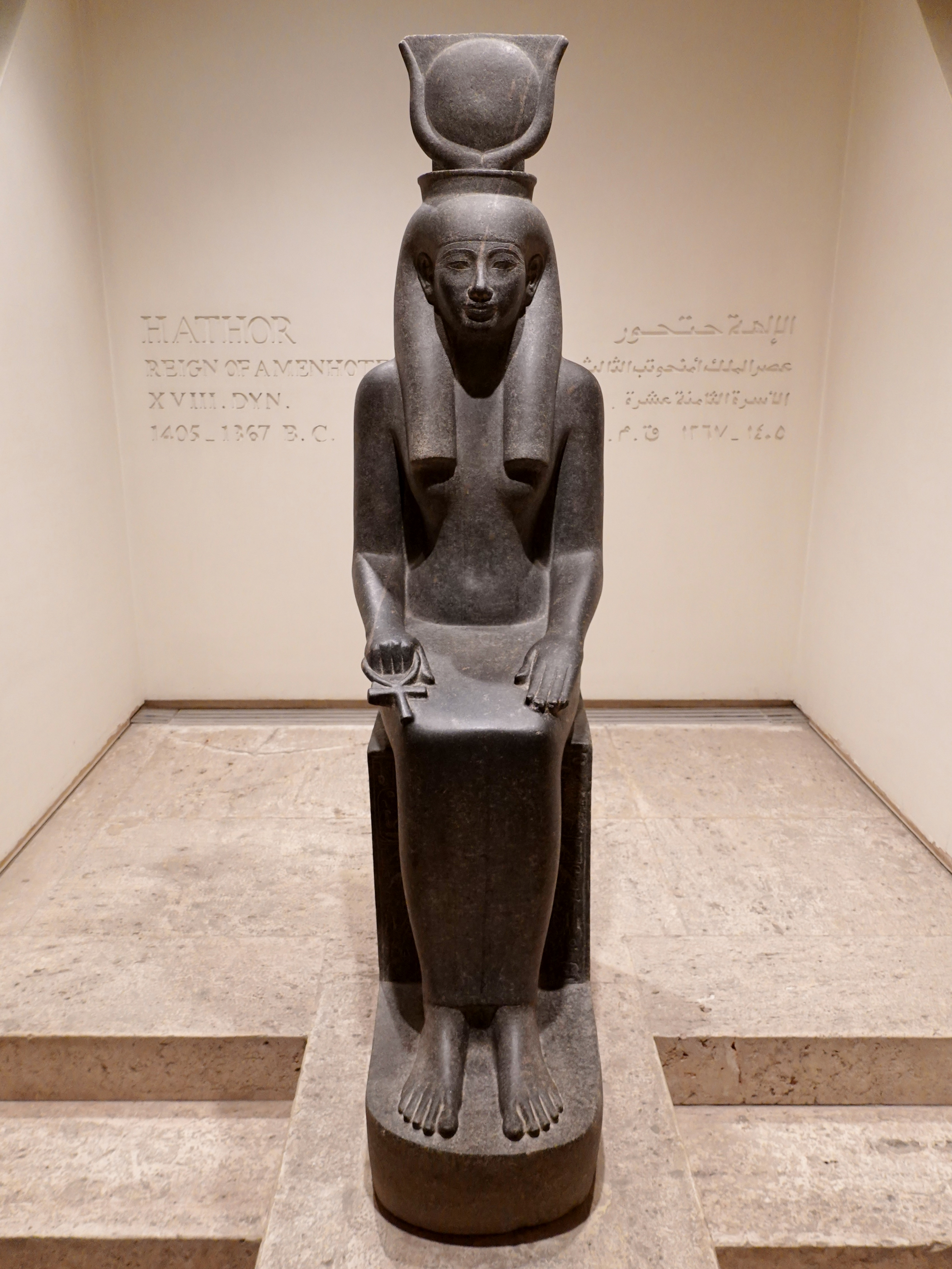
Statuie a lui Hathor; 1388–1351 î.Hr.; diorit; înălțime: 154 cm; găsită în Templul din Luxor (Egipt); Muzeul din Luxor (Egipt)
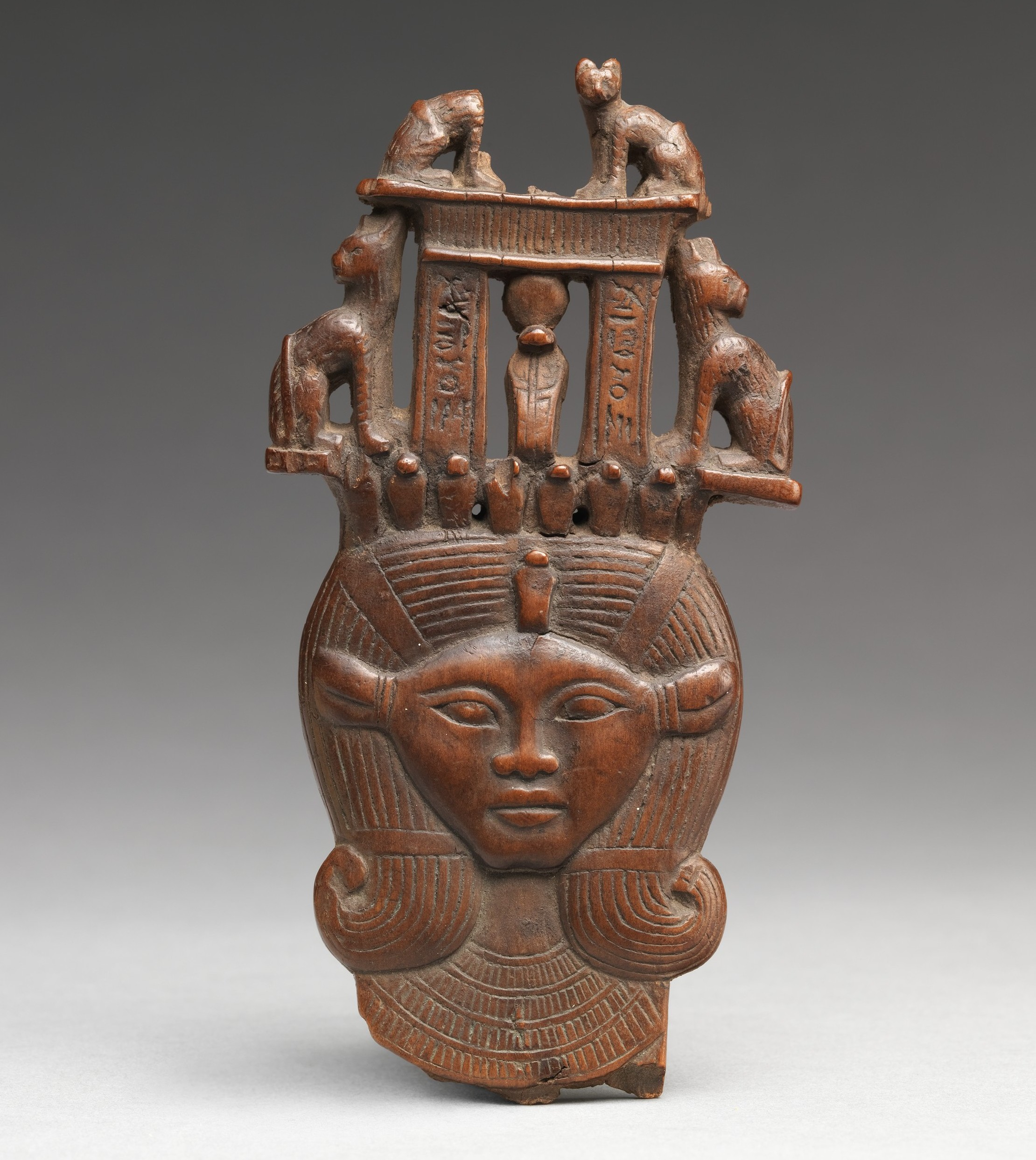
Fragment de la un instrument muzical, cu capul lui Hathor; 1295–664 î.Hr.; lemn;  12 × 6,2 cm; Muzeul Metropolitan de Artă
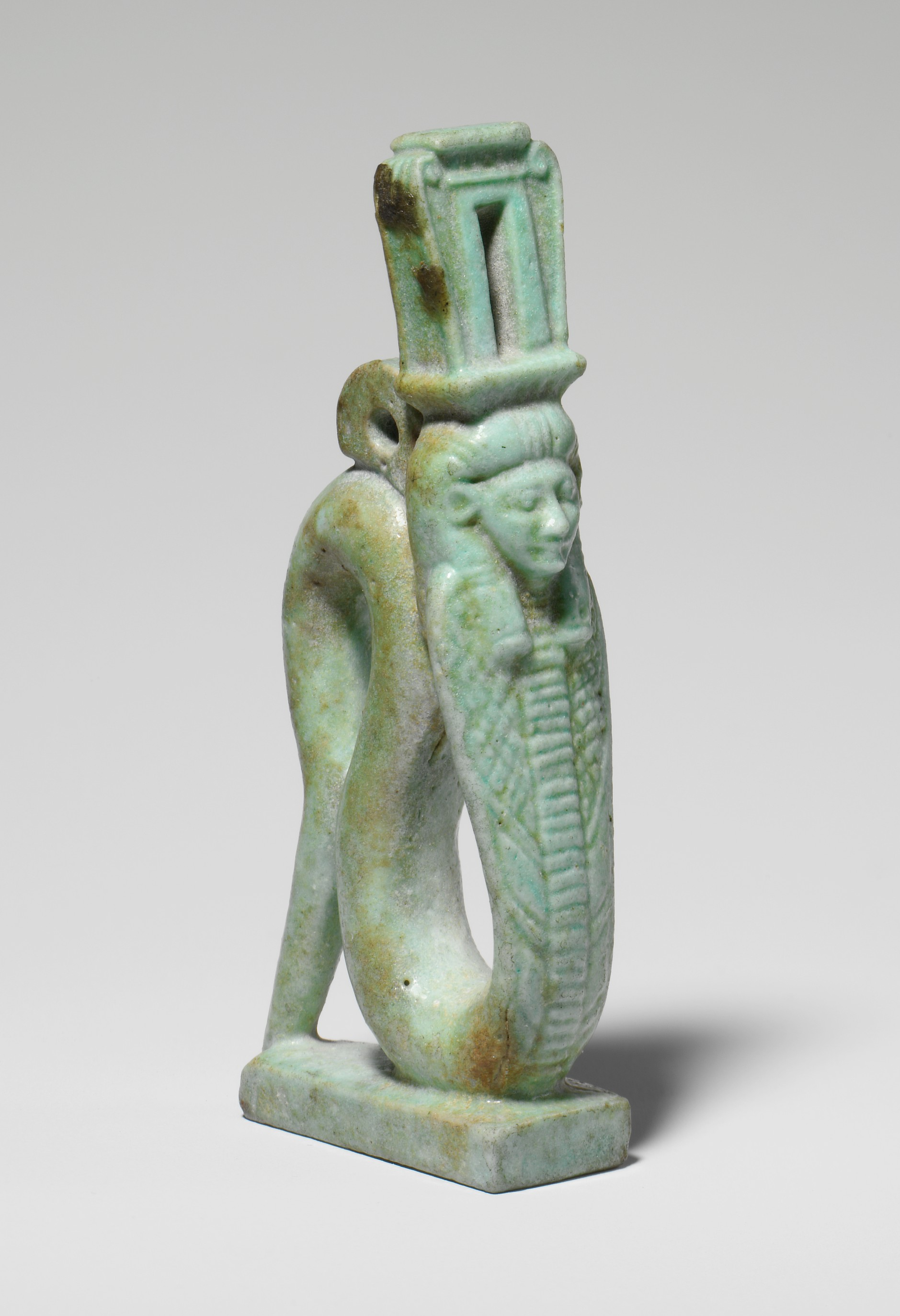
Amuletă; 1086–332 î.Hr.; faianță; 6,5 x 1,5 x 2,9 cm; Muzeul Metropolitan de Artă
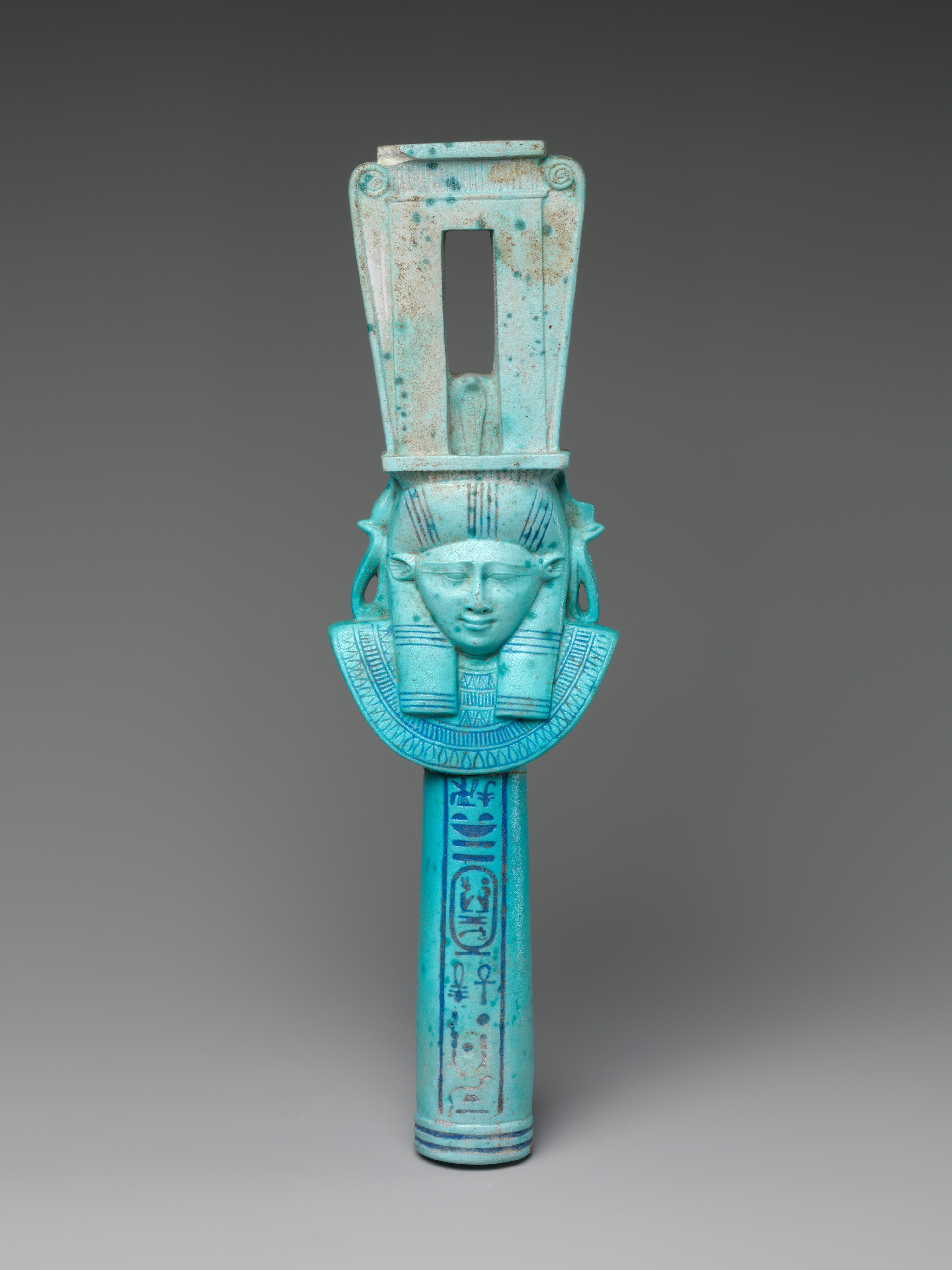
Sistru inscripționat cu numele lui Ptolemeu I; 305–282 î.Hr.; faianță; 26,7 × 7,5 cm; Muzeul Metropolitan de Artă

## Familia lui Hathor
|      |      |      |      |       |       |       |       |        |        |        |        |        |        |  |  | Ra zeul suprem |          |          |          |          |          |  |  |      |      |      |      |      |      |  |  |
|      |      |      |      |       |       |       |       |        |        |        |        |        |        |  |  |                |          |          |          |          |          |  |  |      |      |      |      |      |      |  |  |
|      |      |      |      |       |       |       |       |        |        |        |        |        |        |  |  |                |          |          |          |          |          |  |  |      |      |      |      |      |      |  |  |
|      |      |      |      |       |       |       |       | Tefnut | Tefnut | Tefnut | Tefnut | Tefnut | Tefnut |  |  |                |          |          |          |          |          |  |  | Shu  | Shu  | Shu  | Shu  | Shu  | Shu  |  |  |
|      |      |      |      |       |       |       |       | Tefnut | Tefnut | Tefnut | Tefnut | Tefnut | Tefnut |  |  |                |          |          |          |          |          |  |  | Shu  | Shu  | Shu  | Shu  | Shu  | Shu  |  |  |
|      |      |      |      |       |       |       |       |        |        |        |        |        |        |  |  |                |          |          |          |          |          |  |  |      |      |      |      |      |      |  |  |
|      |      |      |      |       |       |       |       |        |        |        |        |        |        |  |  |                |          |          |          |          |          |  |  |      |      |      |      |      |      |  |  |
|      |      |      |      |       |       |       |       | Geb    | Geb    | Geb    | Geb    | Geb    | Geb    |  |  |                |          |          |          |          |          |  |  | Nut  | Nut  | Nut  | Nut  | Nut  | Nut  |  |  |
|      |      |      |      |       |       |       |       | Geb    | Geb    | Geb    | Geb    | Geb    | Geb    |  |  |                |          |          |          |          |          |  |  | Nut  | Nut  | Nut  | Nut  | Nut  | Nut  |  |  |
|      |      |      |      |       |       |       |       |        |        |        |        |        |        |  |  |                |          |          |          |          |          |  |  |      |      |      |      |      |      |  |  |
|      |      |      |      |       |       |       |       |        |        |        |        |        |        |  |  |                |          |          |          |          |          |  |  |      |      |      |      |      |      |  |  |
| Isis | Isis | Isis | Isis | Isis  | Isis  |       |       | Osiris | Osiris | Osiris | Osiris | Osiris | Osiris |  |  | Nephthys       | Nephthys | Nephthys | Nephthys | Nephthys | Nephthys |  |  | Seth | Seth | Seth | Seth | Seth | Seth |  |  |
| Isis | Isis | Isis | Isis | Isis  | Isis  |       |       | Osiris | Osiris | Osiris | Osiris | Osiris | Osiris |  |  | Nephthys       | Nephthys | Nephthys | Nephthys | Nephthys | Nephthys |  |  | Seth | Seth | Seth | Seth | Seth | Seth |  |  |
|      |      |      |      |       |       |       |       |        |        |        |        |        |        |  |  |                |          |          |          |          |          |  |  |      |      |      |      |      |      |  |  |
|      |      |      |      | Horus | Horus | Horus | Horus | Horus  | Horus  |        |        |        |        |  |  | Hathor         | Hathor   | Hathor   | Hathor   | Hathor   | Hathor   |  |  |      |      |      |      |      |      |  |  |
|      |      |      |      | Horus | Horus | Horus | Horus | Horus  | Horus  |        |        |        |        |  |  | Hathor         | Hathor   | Hathor   | Hathor   | Hathor   | Hathor   |  |  |      |      |      |      |      |      |  |  |